# D.A.N
D.A.N(Diverse of Artist’s Nation)은 대한민국의 음악 그룹이다. 2019년 싱글 《Suicide Squad》로 데뷔했다.

## 음반
- Suicide Squad (2019)